# アースセイバー 隕石爆破大作戦
『アースセイバー 隕石爆破大作戦』（アースセイバー いんせきばくはだいさくせん）は2009年10月28日に発売されたニンテンドーDSiウェアである。価格は200DSiポイント。
2010年にはステージのリニューアルや追加、モードの追加が行われた『アースセイバーPlus 隕石爆破大作戦』がPlayStation Portableの配信専用ソフトならびにニンテンドーDSiウェアとして配信された。500DSiポイント（500円）。日本国外ではGamebridge社が配信する「GOシリーズ」のひとつとして、『Plus』版が『Earth Saver』のタイトルで配信されている。

## ゲーム概要
地球に迫ってくる隕石を爆破して地球を守るゲーム。プレーヤーは制限時間内に隕石を爆破で切り離し、脱出ロケットに乗ればステージクリア。敵に触れるとミスとなり、最初または途中からやり直すことになる。プレーヤーの残りの数が0になるか、地球がダメージを受けすぎる、または大きな隕石に当たるとゲームオーバーとなる。

## ステージ中の基本ルール
ステージ開始時に一通りスクロールで隕石の形、敵の位置を確認することができる。下画面にはヒントが表示される。
ステージ中プレーヤーは爆弾をセットして爆破から分断波を発生させ、その力で隕石を切り離す。サイズを20以下にしないと、落下時に大気圏で燃え尽きず、地球がダメージを受けてしまう。下画面の左下のライフが無くなると地球が隕石で滅亡してしまう。ライフの減少に合わせて地球に隕石がぶつかった跡ができる。
制限時間はステージごとに決まっているが、引き続き挑戦する場合は前のステージクリア時の残り時間も加えられるので、早くクリアすればそれだけ長く隕石を爆破することに専念できる。途中でミスをするとステージで決められた制限時間で再スタートする。なお、地球のダメージは回復しない。

## 敵の種類
隕石爆破中にたちふさがる敵たちをうまく利用すれば爆破の手助けにもなるが、爆風で倒せない敵は敵が乗っている隕石を切り離して落とすしかない。敵は2種類だが、どちらにも触れてはならない。
- ボンバー

分断波を当てることで爆破できる。またその爆風で分断波が発生するので連続で爆破できれば効率よく分断することが可能。だが、仇となることもあるので倒すときには慎重に爆破する必要がある。
- アンガー

分断波を当てても倒せない。そのため、倒すにはこの敵が乗っている隕石を切り離して落とすしかない。分断波を当てれば倒せなくても動きを止めることができるため一時しのぎで分断波を当てる方法もある。

## 難易度の選択
ステージセレクト中、STARTボタンを押すとステージ番号の表示が赤くなり、難易度が高いハードモードに挑戦することができる。ステージ内容こそ変わらないが、制限時間が短くなっている。
『Plus』ではハードモード以外の難易度が追加されており、初心者向けのイージーモード、熟練者向けのエキスパートモード、アルティメットモードも選択できる。また、エンドレスモードも実装されている。